# Casabianca (U-Boot, 1987)
Die Casabianca (S603) ist ein taktisches Atom-U-Boot der französischen Marine. Ihr ursprünglicher Name war Bourgogne. Später wurde sie aber nach dem im Zweiten Weltkrieg erfolgreichen französischen U-Boot Casabianca umbenannt. Der Name ist auf den napoleonischen Marineoffizier Luc-Julien-Joseph Casabianca zurückzuführen. Die Casabianca ist das dritte Boot der Rubis-Klasse.
Das Atom-U-Boot wurde zwischen 1993 und 1994 auf den Stand der Améthyste-Klasse modernisiert und am 28. September 2023 außer Dienst gestellt.